# Shinichi Mochizuki
Shinichi Mochizuki (Tokio, Japón, 29 de marzo de 1969) es un matemático japonés especializado en la teoría de números. Trabaja en los campos de la geometría algebraica, teoría Hodge y geometría anabeliana, además generalizó la teoría Teichmüller en curvas p-ádicas, la teoría Hodge–Arakelov en curvas elípticas, creó la categoría de Frobenoides e introdujo la teoría Teichmüller inter-universal.
Fue invitado como orador principal en el Congreso Internacional de Matemáticos en 1998.
En agosto de 2012, Mochizuki presentó una prueba de la conjetura abc; sin embargo, tras seis años de incertidumbre, en 2018 Peter Scholze y Jakob Stix encontraron un error en la larga y compleja demostración, por lo que la "conjetura abc" continua como una.

## Biografía
A la edad de 5 años, Shinichi Mochizuki y su familia dejaron Japón para irse a vivir a la ciudad de Nueva York. Allí estudió en la Academia Phillips Exeter graduándose en 1985. Ingresó a la edad de 16 años en el departamento de matemática de la Universidad de Princeton, recibiendo su diploma en 1988. A los 23 años obtiene el doctorado en matemática bajo la supervisión de Gerd Faltings. Ingresa en 1992 en el Instituto de Investigación de Ciencias Matemáticas en la Universidad de Kioto donde alcanzó el grado de catedrático en 2002.
En mayo de 2013, Ted Nelson declara que Mochizuki es la persona que utiliza el seudónimo de Satoshi Nakamoto, el supuesto creador de la criptomoneda Bitcoin. Al día de hoy, Mochizuki no ha confirmado ni desmentido la afirmación.